# Nell Shipman
Nell Shipman, de domo Helen Foster-Barham (ur. 25 października 1892 w Victorii, zm. 23 stycznia 1970 w Cabazon) – kanadyjsko-amerykańska aktorka, scenarzystka i producentka filmowa. Choć była zaangażowana w powstanie ok. 70 filmów, przez wiele lat była zapomniana.

## Życiorys
Jako trzynastolatka została wędrowną aktorką wodewilową, podróżującą z grupami teatralnymi i pracującą za 2 dolary tygodniowo. W tej pracy poznała impresaria Ernesta Shipmana i została jego żoną. W 1915 r., za namową męża, Nell Shipman zaczęła pisać scenariusze filmowe, sprzedała też wytwórni Universal Pictures prawa do swojej książki Under the Crescent. Małżeństwo Shipmanów borykało się z trudnościami finansowymi, zarabiane pieniądze szybko się rozpływały. W końcu Ernest trafił do więzienia za długi, które zaciągnął jeszcze przed ślubem.
W tamtym okresie Shipman zaczęła pracować również jako reżyserka. Stało się to za sprawą przypadku – reżyser filmu opartego na jednym z jej scenariuszy uciekł z aktorką grającą główną rolę, Shipman przejęła więc jego pracę. Zagrała też główną rolę żeńską.
W 1915 r. Shipman nakręciła film God's Country and the Woman, oparty na opowiadaniu Jamesa Olivera Curwooda. Shipman była reżyserką, producentką filmu, zagrała też główną rolę żeńską. Film był jednym z pierwszych filmów długometrażowych nakręconych w całości w plenerze. Stał się olbrzymim sukcesem, przynosząc inwestorom trzystuprocentowe zyski i przynosząc sławę Shipman. Uznanie znalazła m.in. jej praca z aktorami zwierzęcymi. W 1919 r. nakręciła kontynuację – Back to God's Country, które również zdobyło olbrzymią popularność i pozwoliło Shipman na otwarcie własnej firmy producenckiej – Nell Shipman's Productions Był to też jeden z pierwszych filmów, w których pokazano nagą kobietę (była to sama Shipman, odtwórczyni głównej roli).
W tworzonych przez siebie w następnych latach filmach kreowała silne kobiety, często opiekujące się słabymi mężami, mierzące się z trudami w otoczeniu dzikiej przyrody; w filmach występowały często dzikie zwierzęta. Shipman bardzo lubiła pracować ze zwierzęcymi aktorami, domagała się dla nich szacunku równego „zwykłym” aktorom i zabraniała używania wobec nich bicza czy łańcuchów. Z czasem przygarnęła ok. 70 uratowanych dzikich zwierząt, które zostawały aktorami w jej filmach.
Jednak z czasem jej studio zaczęło borykać się problemami finansowymi. Shipman zaczęła głodować, miała problemy z utrzymaniem zwierząt i przetrwaniem trudnych zim na farmie w Idaho, gdzie mieściła się jej firma. Ostatecznie zlikwidowała studio, a zwierzęta oddała do zoo w San Diego.
Pozostała jednak nadal aktywna – pisała artykuły, scenariusze i powieści. Jednak o jej twórczości zupełnie zapomniano. Do tego stopnia, że organizacja Motion Picture Relief Fund, mająca na celu wspieranie weteranów przemysłu filmowego, odmówiła jej wsparcia, ze względu na brak znaczących dokonań.
Zmarła w 1970 r.

## Znaczenie
W 1984 r. badacz Tom Trusky natknął się na nazwisko Shipman w tekście z 1933 r. W następnych latach Trusky pracował nad zdobyciem wiedzy o aktorce, zajął się też poszukiwaniem i digitalizacją jej zaginionych filmów. Zdołał odnaleźć 8 filmów oraz osobiste dokumenty i pisma artystki. Jego macierzysty uniwersytet Boise State University opublikował też autobiografię Nell Shipman pt. The Silent Screen and My Talking Heart. Trusky jednak nie zdołał doprowadzić do końca swojej pracy – zmarł na zawał serca w 2009 roku. Do odzyskania wiedzy i uznania dla jej dokonań przyczynił się projekt akademicki poświęcony kobietom-pionierkom kina. Obecnie jej twórczość omawiana jest na wszystkich kanadyjskich kursach filmowych. W 2014 r. dziennikarka Karen Day nakręciła film biograficzny poświęcony Shipman pt. A Girl from God's Country.